# Henry William Bunbury

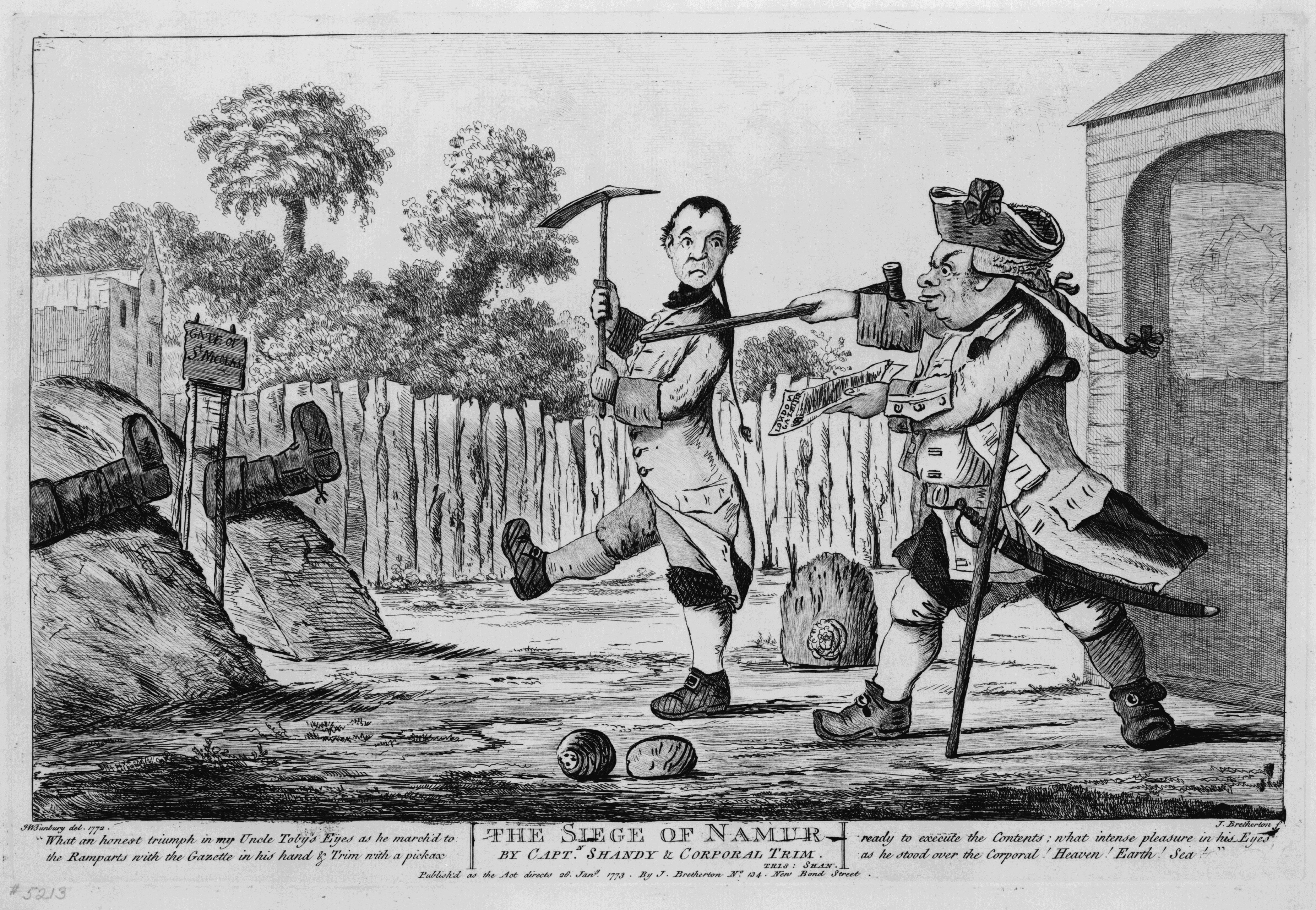
Kapten Shandy och korpral Trims belägring av Namur. Teckning av Henry William Bunbury 1773.

Henry William Bunbury, född 1 juli 1750, död 7 maj 1811, var en engelsk karikatyrtecknare.
Henry William var Sir William Bunbury, 5th Baronets andre son. Han utbildade sig på Westminster School och St Catharines College i Cambridge, och visade tidigt sina talanger inom teckning, speciellt med humoristiska ämnen.
Bunbury tecknade framför allt satiriska illustrationer hämtade ur det sociala livet och bland hans verk finns Country Club (1788), Barber's Shop (1803) och A Long Story (1782).
Hans mer seriösa teckningar blev inga större framgångar, men hans karikatyrer blev lika berömda som de som hans samtida konstnärer Thomas Rowlandson och James Gillray gjorde. Rowlandson graverade senare flera av Bunburys teckningar.
Han var en populär tecknare och vän med de flesta kända personer på den tiden, eftersom han aldrig gjorde politiska satirer. Han kallades därför för Gentlemannatecknaren. Hans enkla liv och sociala position (han var överste i hemvärnet i West Suffolk och blev hertigen av Yorks följeslagare 1787) gav honom tid att ägna sig åt tecknandet.